# Enhanced Graphics Adapter

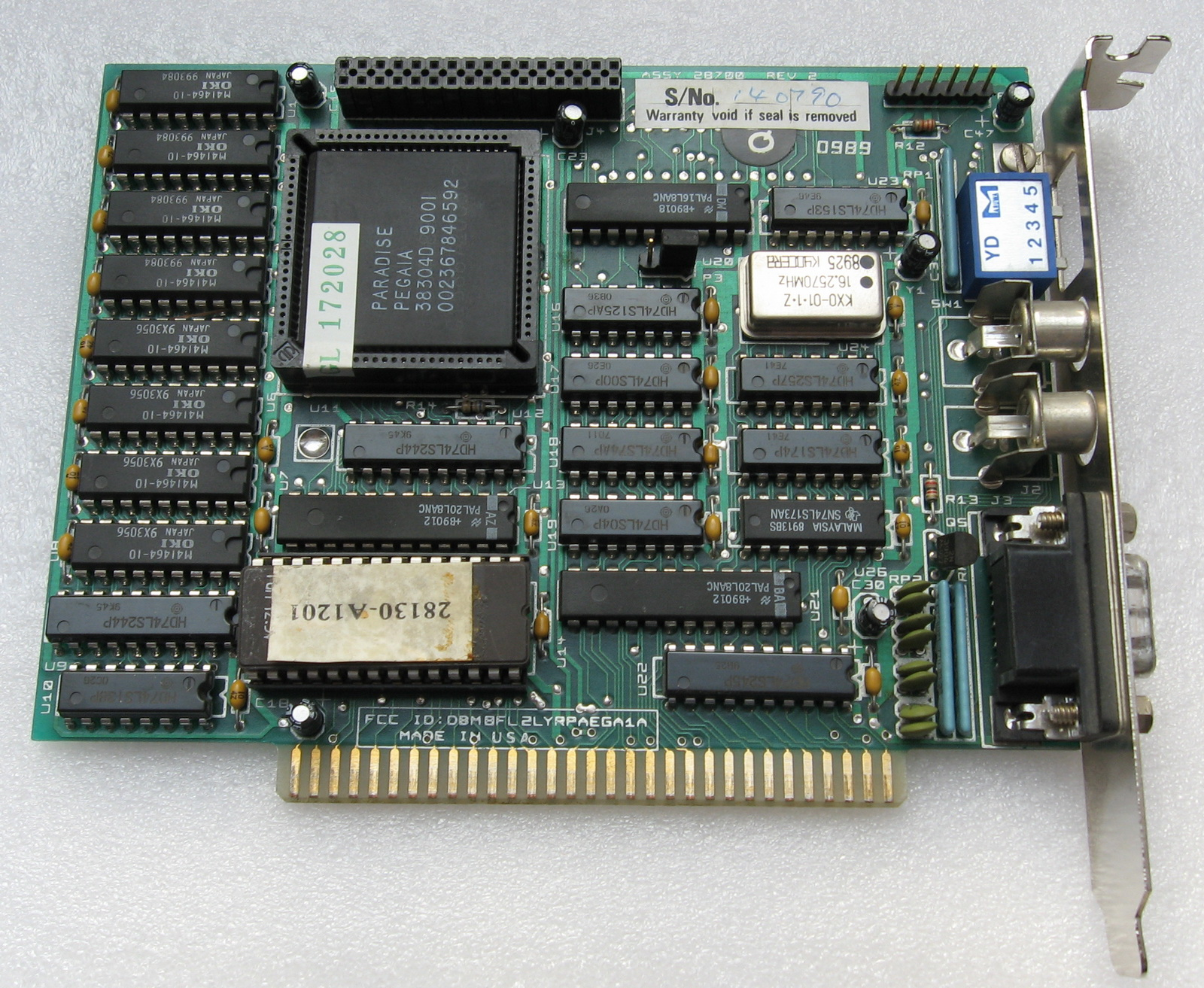
Instickskort för EGA grafik

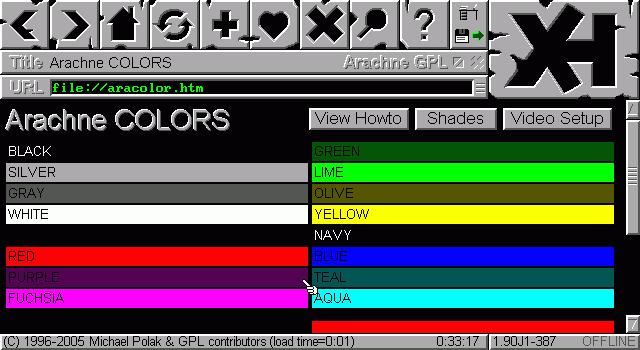
Skärmdump av Arachne webbläsare i 640 × 350 grafikläget. Denna skärmdump använder 14 färger.

Enhanced Graphics Adapter (engelska, ”adapter för utökad grafik”), EGA, är en grafikstandard som introducerades av IBM 1984 som en utökning av CGA. EGA tillåter datorgrafik med 640×350 bildpunkter med 16 färger samtidigt på skärmen. Det ersattes senare av VGA.